# Raïon de Sarata
Le raïon de Sarata est une subdivision administrative de l'Ukraine, située dans l'oblast d'Odessa et dans la région historique du Boudjak. Le centre administratif est situé à Sarata.

## Géographie physique
| Positionnement du raïon de Sarata                                                               |
| ----------------------------------------------------------------------------------------------- |
| Moldavie Raïon de Bilhorod-Dnistrovskyï Raïon de Tatarbounary Raïon d'Artsyz Raïon de Taroutyné |

## Sources
- (uk) Cet article est partiellement ou en totalité issu de l’article de Wikipédia en ukrainien intitulé « Саратський район » (voir la liste des auteurs).